# رضبة بهية
رَضَبَة بهية نوع من الرضبة. مهدها بعض أقاليم أمريكة الوسطى والمكسيك. شمراخها يرتفع من ٣٠ إلى ٥٠ سم. ازهرارها عثكولي التجميع. أزهارها صفر القواعد والزام الأول، مرجانية لامعة في الباقي. تنويرها يستمر من تشرين الثاني إلى نيسان.